# 大塚食品
大塚食品株式会社（おおつかしょくひん）は、大阪府大阪市中央区に本社を置く食品メーカー。大塚製薬を中心とした大塚グループの一員で、大塚化学の子会社であったが、2018年4月1日をもって大塚ホールディングスの完全子会社となった。
レトルトカレーの『ボンカレー』で有名である。この他にも『シンビーノ ジャワティストレート』や『MATCH』などの清涼飲料水や蒟蒻を主原料とした米粒状の食材『マンナンヒカリ』などの商品を製造・販売する。また大輪会の会員企業である。なお大塚グループでは他に大塚化学が大輪会に参加している。
当初、製薬会社が食品の部門に進出することについて違和感があったとされていたが、現在ではそのようなことは全く無くなっている。

## 主要事業所
本社
- 大阪府大阪市中央区大手通3-2-27

東京本部
- 東京都千代田区神田司町2-11-1 明治安田損害保険ビル3・4階

お客様相談室
- 徳島県板野郡北島町高房字居内1-1 大鵬薬品工業北島工場厚生・事務棟 大塚ビジネスサポート内

琵琶湖研究所
- 滋賀県大津市唐崎1-11-1

釧路工場
- 北海道釧路市音別町あけぼの2-4

群馬工場
- 群馬県佐波郡玉村町大字板井10番地

滋賀工場
- 滋賀県湖南市高松町6-6

徳島工場
- 徳島県徳島市川内町加賀須野463-55

## 沿革
- 1955年5月 - シービーシー食品工業株式会社設立（東京の中堅機械メーカー商社・シービーシー（当時中外貿易（機械商社）、現：CBC）により設立）
- 1964年 - 大塚化学傘下入り(資本金7百万円)、大塚食品工業株式会社に社名変更
- 1968年2月 - 世界初の市販用レトルト食品「ボンカレー」発売（当初は阪神地区限定発売）
- 1976年 - 「親子どん」を発売
- 1978年 - 香辛料やフルーツを贅沢に使った「ボンカレーゴールド」発売
- 1981年 - 株式会社大塚栄養研究所を吸収合併・増資実施(資本金10億円)
- 1983年 -  「シンビーノ」発売。「シャーベ」（冷凍庫で冷やし、牛乳と混ぜて作るドリンクシャーベットの素）を発売。
- 1988年 - 「マイクロマジック」(外箱ごと電子レンジで加熱するだけで揚げたての食感と美味しさが味わえる冷凍フライドポテト)発売。
- 1989年 - 大塚食品株式会社に社名変更
- 1993年 - 「あ！あれたべよ」(別々に封入した米飯と具入りカレーソースを1パッケージ化し、電子レンジ加熱可能にした製品)を発売
- 1999年 - 「マンナン小町」（米と混ぜて炊飯することで、ご飯の美味しさはそのままに、配合次第で簡単にカロリーカットすることができ、食物繊維をお米の11倍摂取することができる蒟蒻精粉等を使用した米粒状の食材）発売
- 2001年 - 「マンナン小町」を「マンナンヒカリ」に改称し、発売。
- 2002年 - 大塚化学ホールディングスの完全子会社となり、旧大塚化学の食品事業を全面移管
- 2003年 - 「ボンカレー」フルモデルチェンジ（箱ごと電子レンジに入れて加熱する調理法を初めて採用）
- 2004年 - 「銀座ろくさん亭」（道場六三郎プロデュースの和食店「銀座ろくさん亭」の味が家庭で手軽に楽しめるレトルト食品）発売
- 2009年 - 「ボンカレーNEO」発売
- 2010年 - 「マイサイズ」（シニア層や女性をターゲットに、カロリーと価格に加え、量も控えめなレトルト食品のシリーズ）発売
- 2010年1月 - 大塚ベバレジを吸収合併。これにより「ジャワティ」や「マッチ」、「ネスカフェ缶コーヒーシリーズ」（後発の「香味焙煎」、「ゴールドブレンド」を含む）などの飲料製品の取扱を開始。（ただし、同じ清涼飲料でもオロナミンCドリンクとポカリスエットシリーズについては従来通り大塚製薬の製造・販売となっている）
- 2011年 - 伊藤園と自動販売機での製品相互販売に関する業務提携、「シンビーノジャワティホワイト」発売。「クリスタルガイザー650ml」コンビニエンスストアにて発売。
- 2012年 - 「銀座ろくさん亭 道場流 辛い料理の調味料」3種類発売。「シンビーノ ジャワティストレート ホワイト500mlペットボトル」発売。
- 2013年 - 「ボンカレーゴールド」「マイサイズ」フルモデルチェンジ（「ボンカレーNEO」と同様に、箱ごと電子レンジに入れて加熱する調理法を採用）
- 2014年 - 「ライス・フリー」「マッチ ピンク500mlペットボトル」発売
- 2015年4月 - 「ネスカフェ缶コーヒーシリーズ」順次販売終了[注 1]
- 2018年 - ボンカレー発売50周年。大塚ホールディングスの直接の子会社となる。

## 商品
現在
- ボンカレーシリーズ
  - ボンカレーNEO
  - ボンカレーゴールド
  - ボンカレー - 現在は沖縄県を中心に販売継続[注 2]
- ハローキティ ママの思いやりプラス - パッケージに「ボンカレー」の表記はあるものの別ブランド扱い
- どんぶりシリーズ
- マイサイズシリーズ
- 銀座ろくさん亭 - 道場六三郎監修
- マンナンヒカリ
- 阿波鳴門うどん/そうめん
- 鳴門のうず塩
- あわ紅豆腐
- マイクロマジック
電子レンジでつくる冷凍食品のフライドポテト。過去にシェイクも販売していた。箱に書かれた「レンジでチンチン」というキャッチフレーズと、それをアイドル（光GENJI）に歌わせたCMが一部で話題になった。
- RIDGE（リッジ） - カルフォルニアワイン
- クリスタルガイザー
  - クリスタルガイザースパークリング
- クールマイヨール
- クリスタリン
- ヴィシーセレスタン
- シャテルドン
- シンビーノジャワティ
  - ジャワティストレート レッド
  - ジャワティストレート ホワイト
- ロイヤルミルクティ フロム ジャワ
- MATCH
- ジューシーナ
- ミルクココア
- キレートレモン（製造・販売元はポッカサッポロフード&ビバレッジ）
- じっくりコトコト つぶ入りとろ〜りコーンポタージュ（缶入り。製造・販売元はポッカサッポロフード&ビバレッジ）

過去
- あ!あれたべよ
- ボンカレー ファイブスター
- 街かどレストラン ボンカレービーフ
- 黄金のレシピ
- Curry Bar（カリーバー）
- ReSOLA（リソラ）
- マンナンヒカリのこにぎり - マンナンヒカリを使用した冷凍食品のおにぎり
- マイクロマジック塩あじえだまめ - 冷凍食品
- フルーツスターター
- おー!やさい
- アルキメンデス
- ネスカフェ缶コーヒー（製造・販売元はネスレ日本。委託発売）
  - サンタマルタ
  - モンテアルバン
  - 匠シリーズ
  - 香味焙煎シリーズ
  - エクセラ 超微糖
  - エクセラ カフェラテ
  - エクセラ ブラック（280mlペットボトル）
  - ゴールドブレンド（オリジナル）
  - ゴールドブレンド 微糖
  - ゴールドブレンド ブラック
- 天空烏龍茶
- シャーベ

など

## 不祥事

### 異物混入の内部告発者への報復人事疑惑
大塚食品の工場内での不適切な衛生管理を内部告発した後、不当に配置転換され、うつ病を発症したとして、男性社員が2024年5月13日、同社に220万円の損害賠償を求め、大津地裁に提訴した。
訴状によると、男性は大塚食品滋賀工場（滋賀県湖南市）の品質管理課に勤務していた2021年11月、スポーツ飲料「ポカリスエット」の原料となる粉を入れていたポリ袋から黒い埃や緑色の樹脂片などの異物が検出されたことを知った。さらに、食品用ではないポリ袋に入れられていることも把握したという。
男性は、大塚食品が親会社の大塚ホールディングスや製造委託元の大塚製薬に報告しなかったことに危機感を抱き、22年6月、滋賀県食品安全監視センターに公益通報した。その後、男性は責任者の処分などを求め、社内で内部通報を行ったが、5か月後の2023年4月に別部署に異動を通告され、異動先は「1人部署」状態だったという。さらに監視カメラが自分の席に向け設置され、管理職から監視を受けるなどの「軟禁状態」で勤務させられた結果、うつ病の診断を受け、約4カ月間にわたって休職を余儀なくされた、としている。
提訴後に会見した男性は「ほぼ軟禁状態で、パソコンの前に座り、労働時間の3分の2以上は待機しているだけ。経緯から考え、県に通報をしたことなどが原因としか考えられない。消費者への裏切り行為を是正するためには、内部告発をするしかなかった」「会社は内部通報者に対し報復しないとうたっているが、実際は報復人事が横行している」などと訴えた。
大塚食品広報部は「原告の男性が訴えるような違法な対応を取った事実はございません」とコメントした。

## 備考
- 2002年の大塚化学グループ再編以前は、提供クレジットの名義が大塚食品ではなく大塚化学だった。また、消費者からの問い合わせ窓口は大塚化学の消費者室（大阪市の本社内）だった。
- 2009年10月1日より、大塚ホールディングス傘下企業（アース製薬、大鵬薬品工業を除く）で使用する共通のコーポレートシンボルや共通社名フォントを大塚食品でも使用することにより、テレビ番組の提供スポンサーやCMでのクレジット表記が「大塚食品」から「Otsuka 大塚食品」に変更されたが、2010年4月1日からは提供のクレジット表記を「大塚食品」に戻した（CMでのクレジット表記は従来どおり）。なお、当社に吸収合併される前の大塚ベバレジでも同様に、CMのクレジットで「Otsuka 大塚ベバレジ」を用いていた。

- 「マッチ」のCMにて太宰治の「走れメロス」をヒントにした「遅刻編」（手越祐也が出演）で使用された沖縄県にある家は、芥川賞作家でお笑い芸人の又吉直樹の父方の祖母の家であり、又吉の本籍地であるが、スタッフも又吉もその事は全く知らず偶然である。メロスの名字は当然「太宰」ではなく、CMや商品にその表札が重要でもないにもかかわらず、演出上「又吉」の表札が「太宰」と変えられてアップで映されており、「走れメロス」の作家である太宰治の大ファンである又吉自身もあまりの偶然に驚いたという。

## CM出演者

### 現在
MATCH
- 影山優佳（元日向坂46）

マンナンヒカリ
- 川島明（麒麟）

### 過去
MATCH
- 竹内結子
- 近藤真彦
- ビビアン・スー
- 広瀬すず
- 広瀬アリス
- 天龍源一郎
- 平野紫耀
- 中岡創一（ロッチ）
- ティモンディ
- 影山優佳（日向坂46）

「あ！あれたべよ」
- ともさかりえ

マンナンヒカリ
- 島田紳助

ほか

## 提供番組
過去
- 笑っていいとも!（フジテレビ、全国パート・隔日）
- クイズ!年の差なんて（フジテレビ）
- 兼高かおる世界の旅（TBS・末期）
- 人生が変わる1分間の深イイ話（日本テレビ）

ほか